# オリンパス OM-2

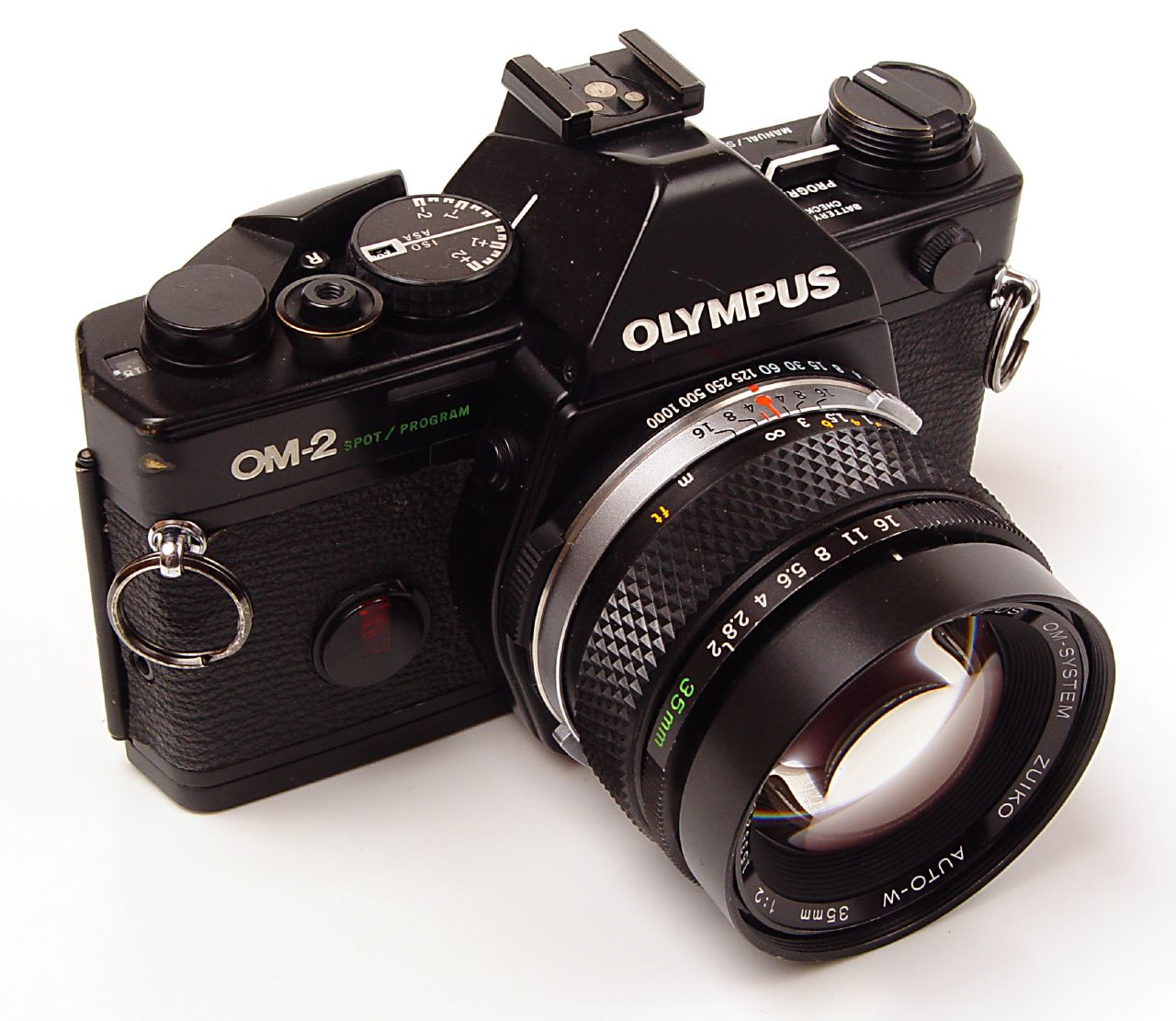
オリンパス OM-2 Spot&Programボディ（レンズ：ZUIKO 35mm 1:2）

オリンパスOM-2（Olympus OM-2 ）は、1975年11月にオリンパスから発売されたOMシステムの一眼レフカメラである。
オートで長時間露出撮影が可能となった機種。

## 概要
世界初のTTLダイレクト測光方式を採用。この測光方式は写真フィルムに現在まさに露光している光の量を直接測光するという新たな方式であった。それまではファインダー光路内にセンサーがある電子シャッター一眼レフカメラではミラーが上がると測光不可能となるために記憶装置にレリーズスイッチを押した時点の「古い光」を記憶させるしかなかったため、長時間露出を必要とする撮影で適正露出を得ることは至難の業とされていたが、これにより数10秒という長時間露出撮影すら自動露出で撮影できるようになった。
但しファインダーに表示されるシャッタースピード指針は既存の一眼レフカメラと同じくファインダー光路に設けられたセンサーによるものであるが、実際の露光はダイレクト測光のセンサーによって行われるため、ファインダー表示と実際の露出制御が異なるセンサーによって行われるため、ファインダー表示は「古い光による近似値」であるという欠点がある。
また、専用ストロボ装置と対応アクセサリーシューの使用により、カメラ本体で発光制御する「TTLダイレクト調光」をも可能にした。
さらにオプションのモータードライブ装着により秒5コマの高速連続撮影も自動露出で行える本格システムカメラの機能を備え、オート撮影のみならずマニュアル撮影も行える。13種のスクリーン、高速モータードライブはOM-1と完全共有のOMシステムを持つ。

## 仕様

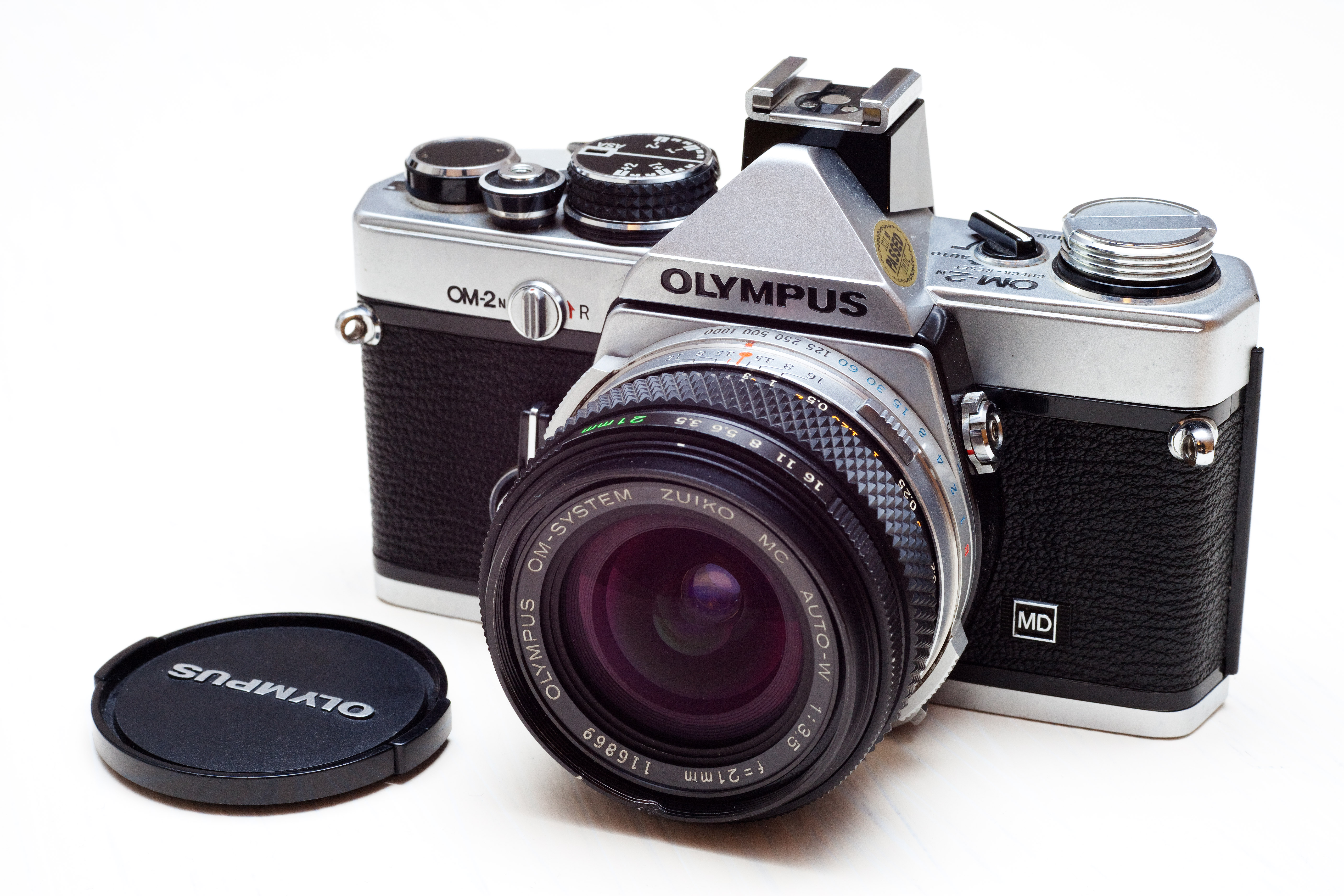
OM-2N（レンズ：ZUIKO 21mm 1:3.5）

- 型式:35mmフォーカルプレーン自動露出制御電子シャッター式一眼レフカメラ
- 大きさ
- 画面サイズ:24mmx36mm
- 重さ:690g（F1.8標準付）
- 感度連動範囲:
- マウント:オリンパスOMマウント
- フィルム巻上げ:レバー式
- フィルム巻き戻し:クランク式
- シャッター形式:電子制御式フォーカルプレーン
- シャッタースピード:B,1,2,4,8,15,30,60,125,250,500,1000
- モータードライブ使用可能
- スクリーン交換可能
- 視野率97％
- 低音・低ショック機能
- 耐久性:10万回

## 価格
標準価格
ボディ:76,000円、ブラックボディ:80,000円
F1.8（50㎜）付:94,500円
F1.4（50㎜）付:102,500円
F1.2（55㎜）付:118,500円